# Manfred Ayasse

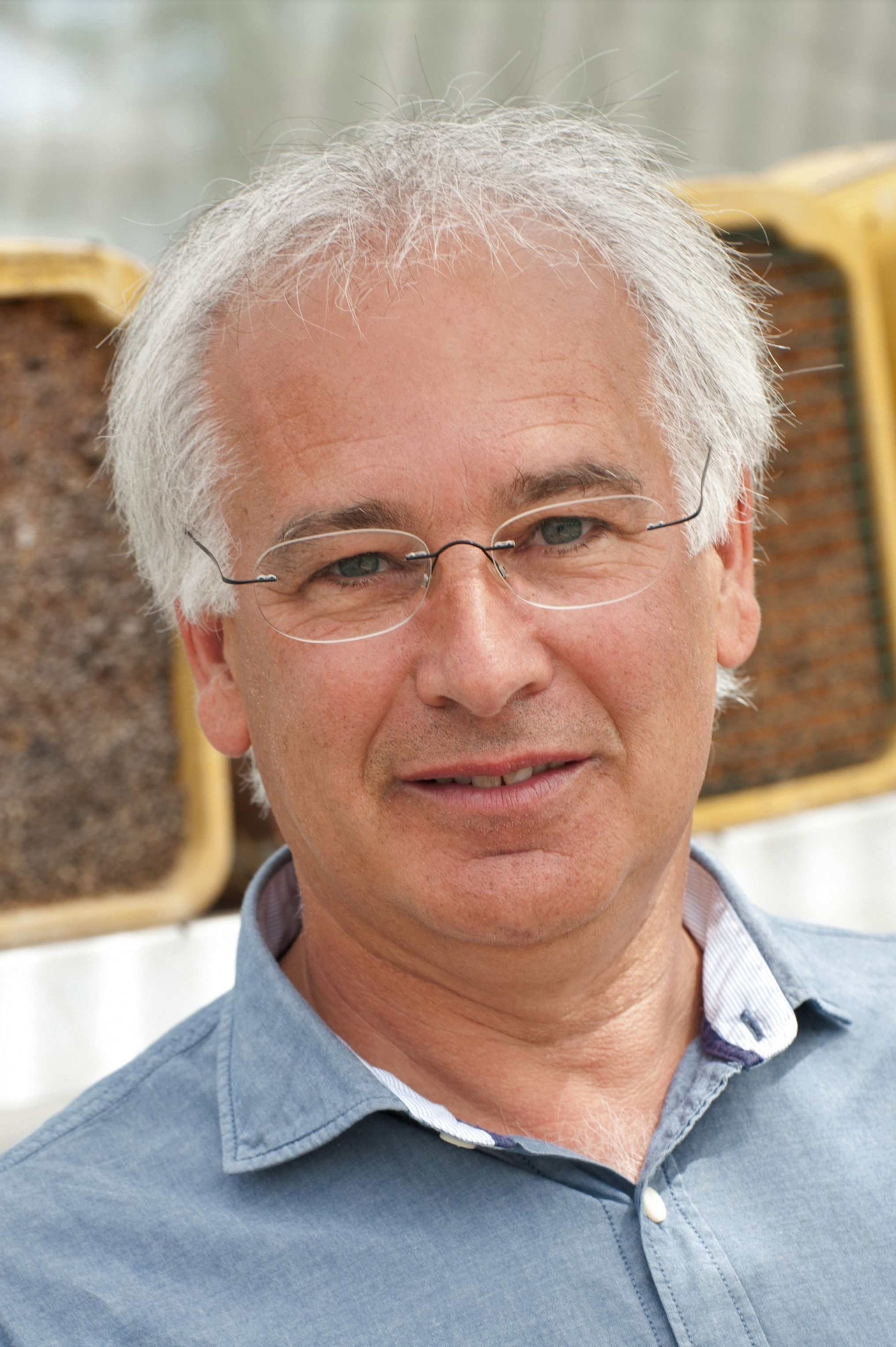
Manfred Ayasse, 2021, Universität Ulm

Manfred Ayasse (* 29. November 1958 in Essingen (Württemberg) ist ein deutscher Zoologe und Ökologe.) Er arbeitet hauptsächlich auf dem Gebiet der chemischen Ökologie der Insekten, insbesondere der Hautflügler.

## Leben
Ayasse wuchs in Essingen im Ostalbkreis auf und besuchte 1972–1978 das Aufbaugymnasium in Schwäbisch Gmünd. Von 1979 bis 1987 studierte Ayasse Biologie an der Eberhard-Karls-Universität Tübingen. Seine bei Wolf Engels angefertigte Dissertation schloss er 1991 in Tübingen ab. Darauf folgten ein Postdoc-Aufenthalt in Wien (1992–2000), die Habilitation in Wien (2000), ein Forschungsaufenthalt in Haifa (2001), und im Jahr 2002 die Berufung auf den Lehrstuhl des Institutes für Evolutionsökologie und Naturschutzgenomik der Universität Ulm.

## Forschungen
Chemische Signale vermitteln viele Wechselwirkungen zwischen Pflanzen und Tieren. Sowohl Pflanzen als auch Tiere nutzen dabei eine Vielzahl verschiedener chemischer Moleküle. Manfred Ayasses lebenslanges Forschungsthema ist die Aufklärung dieser chemischen Wechselwirkungen mit modernen Analyse-Hilfsmitteln sowohl chemischer Art, wie der Gaschromatographie und Massenspektrometrie, als auch mit verhaltensbiologischen Experimenten mittels Y-Olfaktometer, Windtunnel und vielen anderen Bioassays. Wie man der folgenden Publikationsliste entnehmen kann führt Manfred Ayasse seine Forschungen stark interdisziplinär und international vernetzt aus.
Manfred Ayasses Publikationsliste ist mit 285 Veröffentlichungen sehr umfangreich und sie umfasst Forschungen zu den Themen:
- Chemische Ökologie,
- Verhaltensökologie,
- Bestäubungsökologie,
- Reproduktionsbiologie,
- Biodiversität,
- Hautflügler (Hymenoptera),
- Soziale Insekten,
- Insekten-Pflanzen-Wechselwirkungen,
- Orchideen.

Manfred Ayasse ist auch an zahlreichen Projekten zum Schutz der Biodiversität beteiligt. Ein Beispiel ist das BienABest Projekt. Dies war ein Verbundprojekt mit dem VDI und wurde 2019 durch die UN-Dekade Biologische Vielfalt ausgezeichnet. 
Siehe auch das Interview zum Thema Rettung der Wildbienen.